# Ilaoa & To’omata
Ilaoa & To’omata ist ein amerikanisch-samoanischer Fußballverein aus Leone. Er wurde 2005 gegründet und spielt in der höchsten nationalen Fußballliga, der FFAS Senior League. 2022 wurde die Mannschaft erstmals amerikanisch-samoanischer Meister. Im folgenden Qualifikationsturnier zur OFC Champions League 2023 blieb das Team punktlos und schied als Gruppenletzter aus dem Wettbewerb aus.

## Erfolge
- FFAS Senior League: 1

2022

## Bekannte Spieler
- Jaiyah Saelua

## Frauenfußball
Die Frauenmannschaft des Vereins gewann 2018 die nationale Meisterschaft.